# Bruno Bismarck
Bruno Bismarck o vesuvina, è il nome comune con cui si identifica un gruppo di coloranti azoici appartenente alla classe dei coloranti basici (Colour Index). Il capostipite del gruppo è noto come Bruno Bismarck Y. Commercialmente è difficile avere un prodotto con un elevato grado di purezza, e quindi con una struttura chimica ben definita; più spesso si trovano prodotti che sono miscele di due o più specie chimiche appartenenti a questo gruppo.
Altri composti chimicamente definiti del gruppo delle vesuvine sono:
- il Bruno Bismarck R
- il Bruno Bismarck G

## Storia
La prima scoperta è di Carl Alexander von Martius che nel 1863 sintetizzò il composto oggi classificato come Bruno Bismarck Y. Il nome sembra sia riconducibile all'allora cancelliere tedesco Otto von Bismarck.

## Usi
Fu uno tra i primi coloranti azoici prodotti industrialmente, ha goduto di un enorme successo industriale fino alla seconda metà del XX secolo quando progressivamente è stato sostituito da altri coloranti più resistenti alla luce e più stabili in generale. Ha trovato larghissimo impiego nella tintura delle fibre cellulosiche, della pelle, del legno. Oggi il suo impiego industriale è limitato nella fabbricazione della carta e del cartone per imballaggio, dove è ancora competitivo per il suo basso prezzo, in qualche prodotto per la cura del legno e della pelle.
Gode di una certa fama in chimica istologica ed in microbiologia poiché, anche all'interno di cellule vive, è in grado di colorare ed evidenziare alcune sostanze.